# 柳沢京子
柳沢 京子（やなぎさわ きょうこ、1944年 - ）は、日本の切り絵作家。長野県北佐久郡浅科村（現・佐久市）生まれ。
独自の切り絵創作で、日本はもとよりドイツ各地、ニューヨークなど個展多数。長野県を本来の美しい風土にしたい、と情熱を燃やし続ける。特定非営利活動法人として「ふるさと研究所」を発足。長野県のグランドデザインを描き、興す活動は、切り絵創りにも通ずる潔さがある。

## 経歴
- 1962年 長野県野沢南高等学校卒業
- 1966年 信州大学教育学部美術科卒業。信越放送入社（1968年退社）
- 1968年 デザイン・スタジオ・ブレーン共宰
- 1974年 第一回グループ・ノイエ展。　SBCテレビ・ラジオのプログラム表紙を担当
- 1976年 「一茶かるた」刊行。長野、松本、名古屋、札幌などで原画展開催
- 1978年 「善光寺かるた」刊行。池袋西部アトリエ・ヌーボーで切り絵個展
- 1979年 銀座永井画廊で切り絵個展
- 1980年 渋谷西部美術画廊「素朴なきりえを斬る」展
- 1981年 「信州の四季」刊行。切り絵個展を日本橋東急で開催
- 1982年 「独訳一茶句集」刊行。
- 1984年 船橋西部美術館で切り絵個展「信州の野の花ともだち」を開催。その後、帯広、春日井、松本、長野を巡回。「野の花きりえ」刊行
- 1985年 NHKみんなのうたにて、切り絵を担当した楽曲「ラジャ・マハラジャ」が放送
- 1986年 朝日新聞木曜版マリオンのフロントに絵と詩「野の花ぽえむ」を連載。ドイツのデュッセルドルフ、ボッホム、ムンスターなど13都市で巡回展
- 1987年 「野の花ぽえむ」刊行。同展を有楽町朝日ギャラリーで開催。吉祥寺東急、ながの東急を巡回展
- 1988年 新宿三越で切り絵二人展。
- 1989年 郵政省「ふるさと切手」長野版「お猿の温泉」原画デザイン担当。全国人気投票一位に選ばれ、郵政大臣表彰を受ける
- 1990年 千駄ヶ谷ホリウチ建設ギャラリーで切り絵個展
- 1991年 「善光寺物語」刊行
- 1992年 北御牧村で切り絵個展。刻み業25周年記念「きのう・京・あした」を朝日新聞社から刊行し、ながの東急ほかで巡回展
- 1993年 「千曲川有情」を刊行。
- 1997年 渋谷Bunkamuraにて、『自然、この清らかなるものへ』展。NHKサイン計画。オリンピック選手・役員への寄贈版画作成。合唱組曲「千曲川賛歌」の作詞。
- 1998年 オペラ「信濃の国・善光寺物語」グラフィック・デザイン。NHK地域放送文化賞を受賞
- 1999年 長野県サンセットポイント認定を提唱。ニューヨークにて個展。
- 2000年 アトリエとして株式会社柳沢京子事務所設立、NPO法人ふるさと研究所併設。渋谷Bunkamuraにて第2回個展
- 2002年 豊科近代美術館、上田市、中野市にて個展
- 2003年 駒ヶ根高原美術館にて個展。六本木AXISギャラリーにて「原風景の気っ風」展。かんてんぱぱホールにて個展
- 2004年 長野市長谷川書店にて「かるたは語る」展。柳沢京子還暦祝い「春待望（はるよこい）の会」を開催。小布施町十方庵アートギャラリーにて展覧会「きりえの素肌心ゆくまで」展

## 主な著作
- 「京子よ、今度は盲腸だ」NPO法人ふるさと研究所（2002）
- 「レオとノアの競争曲」芸術生活社
- 「野の花ぽえむ」朝日新聞社（1987）
- 「野の花きりえ」地湧社（1984）
- 「きのう・京・あした」朝日新聞社（1992）
- 「千曲川有情」信濃毎日新聞社（1994）

## 主な作品
- 「一茶かるた」（1977）
- 「善光寺かるた」（1978）
- 「信州の四季」（1981）
- ステンドグラス・ダルベドール「実りの輪」（1986）
- 金属レリーフ「昭和の道祖神」（1988）
- コテアート「中山晋平童話より」（1988）
- 越前麻紙大型作品「流域有情」（1989）
- 金属レリーフ「木曽の大名行列」（1989）
- 郵政省「ふるさと」切手長野版「お猿の温泉」（1989）
- 金属レリーフ「でいらんぼう」（1990）
- 金属レリーフ「奈良井宿」（1990）
- 屏風「安曇野風の声」（1991）
- 陶板「雪椿」（1991）
- モニュメント「雪のぬくもり」（1991）
- ステンドグラス「KARUIZAWA SEA THROUGH」（1992）
- 陶板「愛悠久」（1992）
- コテアート「塩の道」（1992）
- 金属レリーフ「善光寺道」（1992）
- レリーフ「こどもだワルツだ」（1993）
- 「きりえノオト」ほりでーゆ～四季の里

## 参考
- 宝月圭吾編 『長野県風土記』 旺文社、1986年